# Taghazout Bay
Taghazout Bay est une station balnéaire située au sud du Maroc. Conçue dans le cadre de la continuité du plan Azur, elle s’étale sur une superficie de 615 Ha en front d’une bande côtière de 4,5 km de plages.
Ce Resort est constitué d’infrastructures sportives et d’espaces de loisirs notamment d’un Beach Club, d’une médina ainsi que des académies de golf, de tennis, et de surf.

## Société d’Aménagement et de Promotion de la Station de Taghazout (SAPST)
La SAPST est une Société Anonyme au capital de (1.500.000.000 DH), détenue par quatre actionnaires marocains de référence :
| Actionnaires                                                  | PDM |
| ------------------------------------------------------------- | --- |
| Madaef                                                        | 45% |
| ITHMAR Al Mawarid                                             | 25% |
| Sud Partners (Consortium dont le chef de file est Akwa Group) | 25% |
| Société Marocaine d’Ingénierie Touristique (SMIT)             | 5%  |

Depuis sa création en juillet 2011, la Société d’Aménagement et de Promotion de la Station de Taghazout (SAPST) s’occupe de l’aménagement, du développement et de la gestion de la station Taghazout Bay.

## Chiffres Clés[2]
- Superficie totale du terrain : 615 Ha
- Nombre de lits cible : 13 694 lits
- 9 unités hôtelières
- Capacité touristique cible : 8 824 lits
- Investissement global prévisionnel : 11 milliards HT MAD